# سد چریان
 سد چریان  یکی از سدهای در حال بهره برداری استان زنجان است.